# NGC 7126
NGC 7126 is een spiraalvormig sterrenstelsel in het sterrenbeeld Indiaan. Het hemelobject werd op 22 juli 1835 ontdekt door de Britse astronoom John Herschel.

## Synoniemen
- ESO 145-18
- AM 2145-605
- IRAS 21456-6050
- PGC 67418